# Microstachys ditassoides
Microstachys ditassoides är en törelväxtart som först beskrevs av Ferdinand Didrichsen, och fick sitt nu gällande namn av Hans-Joachim Esser. Microstachys ditassoides ingår i släktet Microstachys och familjen törelväxter. Inga underarter finns listade i Catalogue of Life.